# Meerbeck (Moers)
Meerbeck bzw. amtlich Rheinkamp-Meerbeck ist ein Ortsteil (offiziell Wohnplatz) des statistischem Stadtteils Rheinkamp im Osten von Moers im Kreis Wesel in Nordrhein-Westfalen.

## Lage

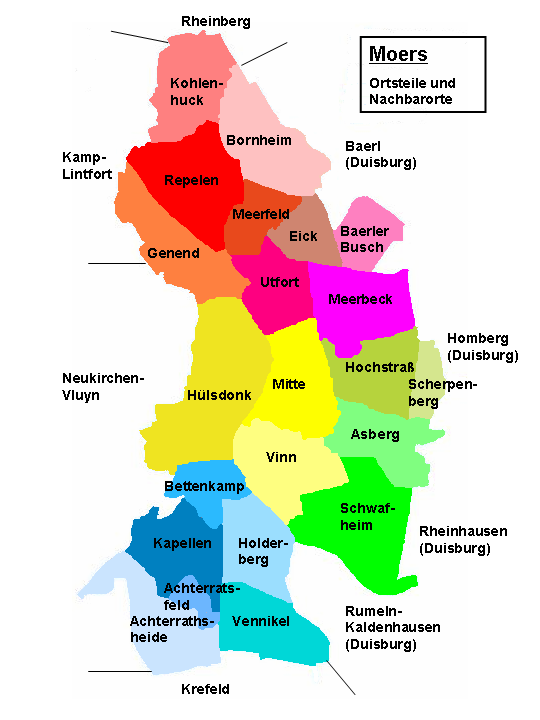
Wohnplätze von Moers; Meerbeck liegt im östlichen Bereich von Moers

Der Ortsteil grenzt im Norden an Eick und den Baerler Busch, im Osten an die Ortsteile Lohmannsheide, Gerdt und Uettelsheim des Duisburger Stadtteils Baerl, im Süden an Hochstraß und Moers-Mitte und im Westen an Utfort. Von Süd nach Nord verläuft die historische Römerstraße durch den Ortsbereich. Der Ortsteil ist berühmt für seine Bergarbeiter-Kolonie.

## Geschichte

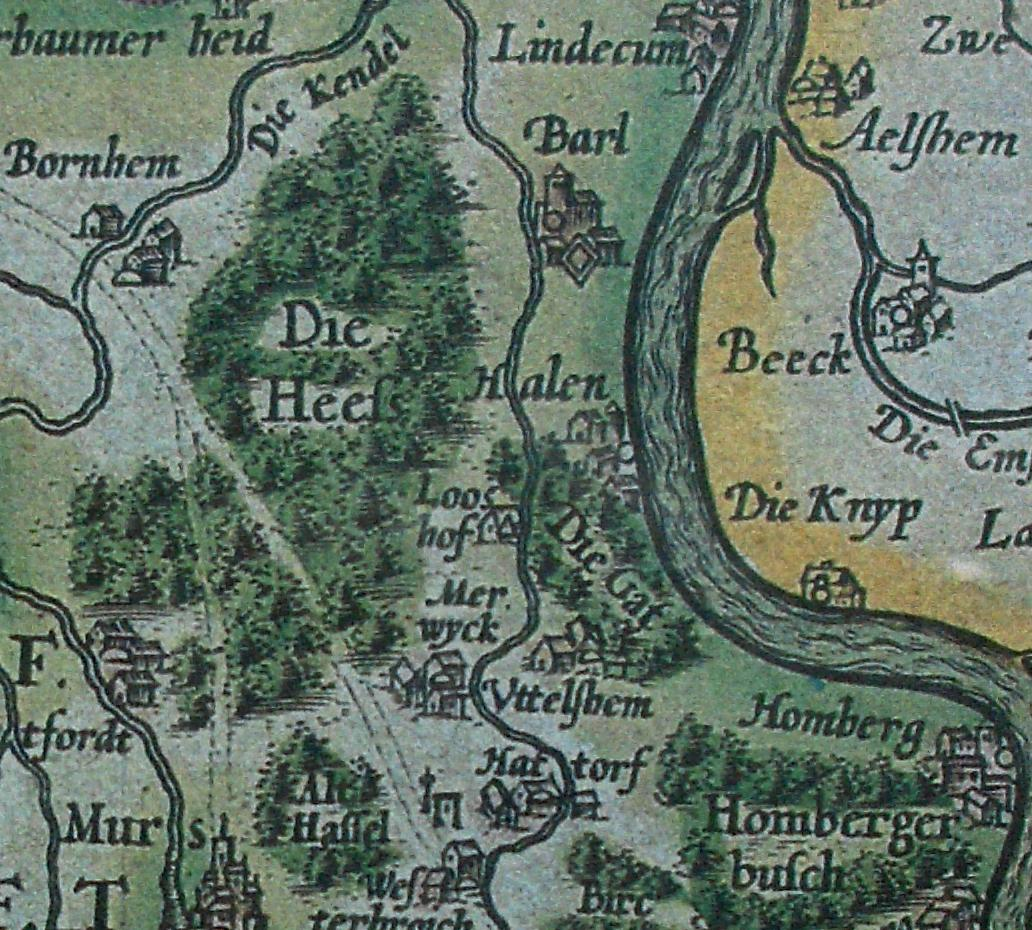
(Merwyck) auf einer Karte (Ausschnitt) gestochen von Johannes Mercator im Jahr 1591

Nachweisbare Spuren von einem zumindest zeitweiligen Aufenthalt von Menschen im Gebiet von Meerbeck liegen seit der Jungsteinzeit vor. Aus dieser frühen Periode wurde am Galgenberg eine Hammeraxt aus Granit ausgegraben. Aus der frühen und mittleren Eisenzeit stammen weitere Funde. Im Bereich des Zechengeländes Rheinpreußen Schacht 5/9 wurden an zwei Fundorten diverse Feuersteintrümmer und Wand- und Randscherben aus Keramik sowie ein Urnenfeld von 30 bis 40 Bestattungen und einem kompletten Urnengrab gefunden. Ein weiteres Gräberfeld aus der frühen Eisenzeit mit Knochenbrand lag am Galgenberg. Aus der Römerzeit im 3. Jahrhundert n. Chr. stammte Siedlungskeramik, von der diverse Bruchstücke an der Forststraße gefunden wurden.
Für die Gemarkung Meerbeck sind aus dem Mittelalter und der Neuzeit nicht viele schriftliche Nachrichten bekannt, da nur wenige Bauernhöfe in diesem Gebiet angelegt wurden. Eine Bauerschaft Meerbeck wurde erstmals vor 1200 urkundlich als „Merwig“ bzw. „Merewidt“ erwähnt. Kirchlich gehörte Meerbeck zum Kirchspiel Baerl. Schriftliche Unterlagen von 1470 dokumentieren den Verkauf eines Hofes in Meerbeck und die anschließende Vergabe als Lehen an Wilhelm de Holte.
In der Karte von Mercator von 1591 ist ein Weiler „Merwyck“ eingezeichnet. Im 17. Jahrhundert wurde daraus „Merbidt“, was so viel wie „Bucht am Meer“ bedeutete und einen Hinweis auf die Lage am Rhein bzw. Altrheinarm gibt.
An der bäuerlichen Besiedelung mit wenigen Höfen änderte sich nichts Wesentliches bis zum Anfang des 19. Jahrhunderts. In einer Zusammenstellung von 1836 war Meerbeck 1834 ein Weiler mit acht Wohngebäuden, die überwiegend zu Bauernhöfen gehört haben dürften, und 69 Bewohnern. Die Bauerschaft gehörte mit drei weiteren Dörfern und drei anderen Weilern zur Sammtgemeinde des Kirchdorfes Baerl. Die Sammtgemeinde wurde zu der Zeit vom Bürgermeister von Homberg mit verwaltet. An der geringen bäuerlichen Besiedlung des Gebietes von Meerbeck änderte sich bis zum Beginn des 20. Jahrhunderts nur wenig. Noch 1901 entsprachen die Verhältnisse weitgehend der Situation von 1834; Meerbeck war unverändert eine kleine Bauerschaft. Erst als der Kohlebergbau am Niederrhein auch den heutigen Stadtbereich von Moers erreichte, begannen deutliche Veränderungen.
Bedingt durch den Kohlebergbau in Hochstraß und Utfort mit Beginn des 20. Jahrhunderts, musste die Infrastruktur in diesem Gebiet für die Industrie und den Zuwachs der Bevölkerung angepasst werden. In Meerbeck wurde zwar keine Zeche angelegt, aber das Ortsgebiet lag zwischen den beiden anderen Ortschaften und damit im näheren Bereich der beiden Zechen.
Die beiden Sammtgemeinden Repelen und Baerl schlossen sich 1910 zur Doppelgemeinde Repelen-Baerl zusammen, zu der auch der Bereich Meerbeck gehörte. Die Doppelgemeinde wurde 1950 in Rheinkamp umbenannt. Durch eine kommunale Reform in NRW erfolgte zum 1. Januar 1975 eine Umstrukturierung der bisherigen Gemeinden. Die Gemeinde Rheinkamp wurde aufgelöst. Der westliche Bereich mit Utfort wurde mit Moers vereinigt, während der östliche Teil von Duisburg übernommen wurde. Allerdings wurde Meerbeck nicht von Duisburg übernommen, sondern ein Teil von Moers. Bei dieser Gelegenheit wurden auch die internen Grenzen zwischen den Wohnplätzen in Moers verändert. Der ehemalige östliche Bereich von Utfort ab der Bahntrasse Moers–Rheinberg gehört seitdem zu Meerbeck.

## Kohlebergbau

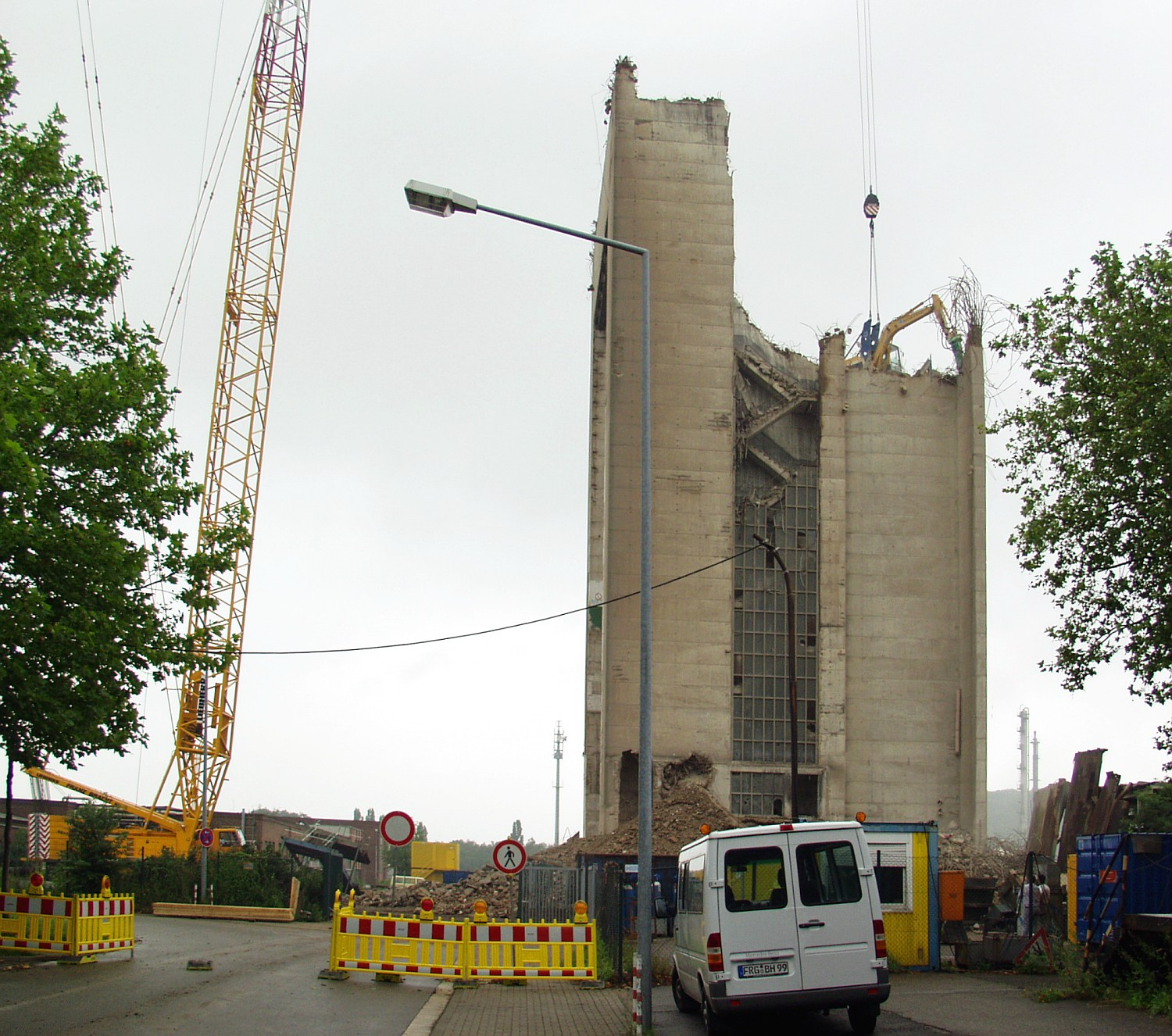
Moers-Zeche Rheinpreußen Schacht 9, Abriss Förderturm

In der Mitte des 19. Jahrhunderts gründete Franz Haniel eine Gesellschaft zur Errichtung von Kohlenzechen am linken Niederrhein. 1857 wurde mit dem Abteufen des Schachtes 1 in Homberg begonnen. 1875 begann die Zechengesellschaft Rheinpreußen die Kohleförderung am Schacht 1. Mit dem weiteren Ausbau der Kohleförderung wurde 1900 bis 1904 der Schacht 4 der Zechengesellschaft Rheinpreußen östlich der Römerstraße in Hochstraß abgeteuft. Praktisch zeitgleich wurde auch Schacht 5 auf dem Gebiet von Utfort, das damals zur Sammtgemeinde Repelen und nicht Baerl gehörte, abgeteuft. Wie in Hochstraß wurden ein Doppelfördergerüst mit den zugehörigen Einrichtungen und Zechengebäuden und eine Kokerei errichtet. Die Kohleförderung über Schacht 5 begann 1905.
1936 wurde das Treibstoffwerk Rheinpreußen zur Herstellung synthetischer Kraftstoffe und anderer carbochemischer Produkte neben dem Zechengelände errichtet. Nach 1945 wurde das Werk demontiert und die verbliebenen Anlagen auf die Herstellung petrochemischer Produkte umgestellt. Die Produktionsanlagen wurden von der Rheinpreußen AG über die DEA (1959), die Texaco (1970) an die RWE-DEA (1989) verkauft. Unter diesem Eigentümer wurden ihre Chemieaktivitäten unter „Condea“ zusammengefasst und 2001 an die südafrikanische Sasol verkauft. Letztere veräußerte 2014 als „Sasol Solvents“ das Werk an die Firma Ineos. Das Werk in Moers produziert aktuell als eines von deren drei Produktionswerken unter „Ineos Solvents“.
Nach dem Zweiten Weltkrieg wurde für den Kohleabbau 1958 mit dem Bau von Schacht 9 begonnen, über dem ab 1962 die Kohleförderung erfolgte. Gleichzeitig wurde Schacht 5 als Förderschacht abgelöst und diente nun als Wetter- und Wasserhaltungsschacht. 1988 wurde Schacht 5 stillgelegt und verfüllt. 1996 wurde auch Schacht 9 stillgelegt und 2001 verfüllt. 2003/04 folgte der Rückbau der Turmförderanlage. Um 2000 wurde mit der Anlegung des Eurotec-Technologieparks auf dem ehemaligen Zechengelände begonnen; die hierfür geeigneten Zechengebäude wurden soweit erforderlich umgebaut und weiter verwendet.

## Kolonie Meerbeck

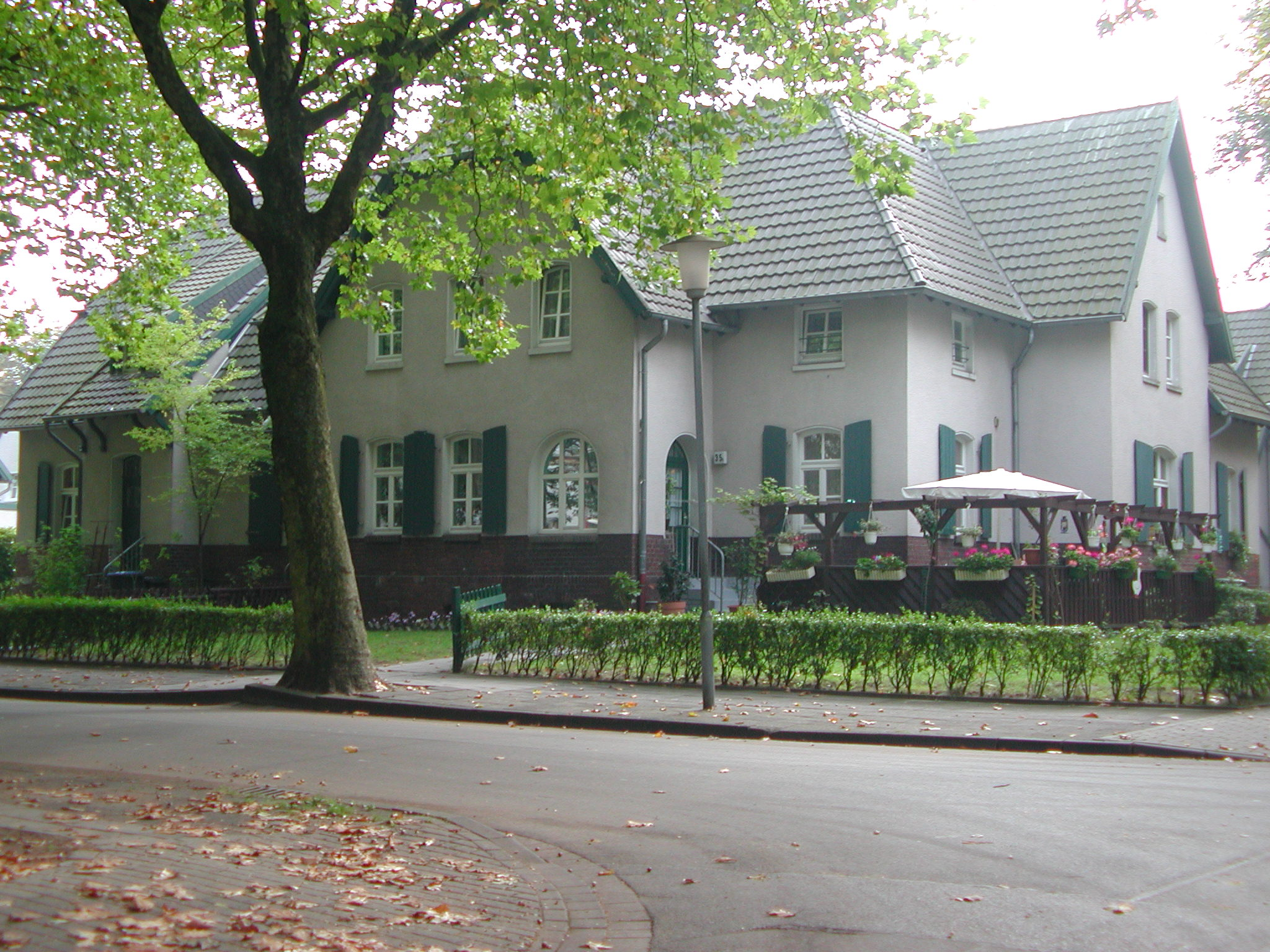
Siedlung Meerbeck / Moers

Mit dem verstärkten Kohleabbau und dem Bau neuer Schachtanlagen in Hochstraß und Utfort stieg der Bedarf an Arbeiter und Angestellten für Betrieb und Unterhaltung der Anlagen stark an. Diese benötigten mit ihren Familien im näheren Ortsbereich der Zechen ausreichenden Wohnraum. Zur Deckung dieses Bedarfs wurde bereits ab 1903 in Hochheide die Siedlung Rheinpreußen angelegt. Für die Standorte der neuen Zechen in Hochstraß und Utfort wurde ab 1904 mit der ersten Bauphase der Zechensiedlung Meerbeck begonnen, die bis 1907 abgeschlossen wurde. Es folgte ab 1913 der Bau der zweiten Phase, gefolgt von einer dritten in den 1950er Jahren. Zu Beginn der 1970er Jahre war der Höhepunkt der Kohleförderung überschritten und durch Modernisierung der Abbautechnik für die Kohle sank zusätzlich der Bedarf an Beschäftigten in den Zechen. Um eine unerwünschte Verschlechterung der Bausubstanz der Zechenhäuser zu vermeiden, erwarb die Stadt Moers 1980 einen Teil der Siedlung Meerbeck und führte danach eine Grundsanierung durch. Hierdurch blieb die Siedlung Meerbeck auch nach Ende des Kohleabbaus erhalten und der an anderen Stellen teilweise erfolgte Abriss von vergleichbaren Siedlungen wurde vermieden.

## Sehenswürdigkeiten
In der Liste der Baudenkmäler in Moers sind für Meerbeck zwei Baudenkmäler aufgeführt:
- die Barbaraschule (Barbarastraße 10, 12)
- das Kriegerdenkmal (Bismarckstraße)

## Persönlichkeiten
- Fritz Hoffmann-Bug (1915–1997), Maler